# Het ijzeren paard
Het ijzeren paard is het zevende album uit de stripreeks Blueberry van Jean-Michel Charlier (scenario) en Jean Giraud (tekeningen). Het verhaal werd voor gepubliceerd in de Pep in de afleveringen 52 tot 12 uit in de periode 1970- 1971. Het album verscheen voor het eerst in 1973 bij zowel uitgeverij Lombard als uitgeverij Helmond.

## Inhoud
In dit album staat de aanleg van de transcontinentale spoorlijn centraal. In 1866 legt de Union Pacific een spoorlijn van het oosten van de Verenigde Staten, terwijl haar rivaal, de Central Pacific, hetzelfde doet, maar dan vanuit het westen. De concurrentiestrijd is groot, want elke maatschappij behoudt het land en de exploitatie van het deel dat door hen is volbracht. Daarnaast geeft de Amerikaanse overheid een subsidie voor elke mijl gelegd spoor. Generaal Dodge die leiding geeft aan de spoorlijn uit het oosten, haalt Blueberry erbij als er problemen ontstaan met de Indianen.

## Hoofdpersonen
- Blueberry, cavalerie luitenant
- Jim MacClure, oudere metgezel van Blueberry
- Red Neck, verkenner van generaal Dodge
- Generaal Dodge,
- Jethro Steelfingers, bandiet
- Ingenieur Lewis